# أبو منجل ساو تومي
أبو منجل ساو تومي (Bostrychia bocagei) أو أبو منجل زيتوني قزمي هو طائر ينتمي إلى جنس Bostrychia والتي تنتمي إلى عائلة أبو منجليات. وهو طائر معرض للانقراض بدرجة قصوة ،وهي تتوطن جزر دولة ساو تومي وبرينسيب بقارة أفريقيا. وقذ كان هذا النوع مصنف إلى نوع قريب منه وهو أبو منجل الزيتوني ولكنه صنف مؤخرا على أنه نوع مستقل.

## الوصف
- يصل طول اجنحة هذ الطائر إلى 248 ملم وطوله يصل إلى 52 سم والذيل ب95 ملم ويشبه قليلا أبو منجل الزيتوني . ويمتاز بأنه صامت معظم الوقت ولكنه عندما يضطرب فهو يهمهم بالسعال وعندما تجثم تصدر صوت كاه جاه ،كاه جاه .

## مناطق تواجدها
- ويتم العثور عليها في الغابات الكبيرة دون ارتفاع 450 متر. وتتناول الطعام فوق الشجيرات الصغيرة ، خصوصا حين يتم إزعاجه من قبل الخنازير البرية ، وتتخد من المستنقعات مسكنا لها .

## التهديدات
- تتواجد اعداد أيو منجل الزيتوني القزم قليلة في جزيرتي ساو توميه وبرينسيب قد لايتجاوز 50 فردا ونتيجة لهذا هي مدرجة في قائمة الحمراء بالأنواع المهددة بالانقراض .
- وقد يختلف أسباب التهديد من القضاء على الموائل وتطوير الطرق بالجزيرتين كما أنها تعاني من السكان المحليين ، ولقد تم اقتراح إنشاء حديقة وطنية لحماية الأنواع المهددة بالانقراض في ساو توميه وبرينسيب .